# Silvia Braggio
Silvia Lucia Bigonjal Braggio (Mogi Mirim, 12 de junho de 1945) é uma linguista brasileira, professora emérita da Universidade Federal de Goiás. Ela é uma das pesquisadoras mais conhecidas que tratam sobre bilinguismo, documentação e descrição de línguas indígenas e alfabetização para povos indígenas e não indígenas. Este trabalho foi realizado em meados do século XX, quando a ciência linguística estava se ampliando sobre o território brasileiro, sendo assim pioneira na realização desses estudos.
Braggio formou-se em Letras pela Pontifícia Universidade Católica de Campinas em 1975, tornou-se mestre em Linguística pela Universidade Estadual de Campinas em 1981, sob orientação de Aryon Rodrigues e doutora pela Universidade do Novo México, supervisionada por Garland D. Bills. Ao decorrer de sua carreira, ela se destacou pelo desenvolvimento do método sociopsicolinguístico, que propõe uma prática inclusiva que associa cognição a fatores sócio-históricos que interferem no processo ensino-aprendizagem das crianças.

## Obras
- Estudos de línguas e educação indígenas (2018)
- Línguas e culturas macro-jê (2009)
- Contribuições da linguística para o ensino de línguas (1999)
- As contribuições da linguística para a alfabetização (1995)
- Leitura e alfabetização: da concepção mecanicista à sociopsicolinguística (1992)